# Cmentarz Mariacki
Cmentarz Mariacki – dawny przykościelny cmentarz wokół kościoła Mariackiego w Krakowie na Starym Mieście.
Został założony w 1222 r. w tym samym czasie co kościół. Pierwszy raz został wspomniany w źródłach w 1313.
W 1338 r. z fundacji Mikołaja Wierzynka powstała kaplica cmentarna św. Barbary, w latach 1394–1399 po jej wyburzeniu zbudowano kościół św. Barbary. W końcu XV wieku wzniesiono przy niej cmentarną kaplicę Ogrojcową z plastycznym wyobrażeniem Chrystusa w Ogrojcu i z wiecznie płonącą lampą, ufundowaną przez ród Szwarców.
Nekropolia obwiedziona była wysokim murem z pięcioma bramami. Główna brama cmentarza znajdowała się na wprost wejścia do kościoła. W zwieńczeniu bramy znajdowała się figura Matki Bożej Łaskawej. W 1771 rzeźbę ufundowała matka konfederata, żołnierza M. Sokołowskiego, który miał być pochowany w zbiorowym grobie na cmentarzu, uznany za zmarłego wydostał się z mogiły.
Na terenie cmentarza odbywali karę kuny drobni przestępcy, jawnogrzesznice, opilcy i bluźniercy. Kuna była umieszczona przy wychodzących na cmentarz drzwiach kościoła Mariackiego (zachowana). W kościelnej kruchcie znajdowała się również niewielka cela więzienna, której zakratowane okienko wychodziło na cmentarz. Miało to wywołać skruchę u przebywających w niej więźniów skazanych za niewielkie wykroczenia. Na terenie cmentarza wznosiła się też latarnia umarłych, czyli kolumna, na szczycie której w nocy płonęło światło.
Cmentarz zlikwidowano w 1796 r. ze względu na biskupi zakaz grzebania zmarłych w obrębie murów z 1795 r. oraz w wyniku wprowadzenia w 1797 r. przez cesarza Austrii Józefa II nowych przepisów sanitarnych zakazujących urządzania cmentarzy i pochówków w granicach miast. Zburzono mur, splantowano teren. Późnobarokową figurę Marii z bramy cmentarnej przeniesiono przed kościół oo. kapucynów i osadzono na kolumnie. U zbiegu ulic Podwale i Kapucyńskiej stała do 1941 gdy przeniesiono ją w obecne miejsce na Planty, u wylotu ul. Jagiellońskiej.
W 1822 ekshumowano szczątki pochowanych i przeniesiono na cmentarz Rakowicki. Na miejscu cmentarza urządzono plac nazwany oficjalnie w 1858, początkowo placem Panny Marii a potem Mariackim. Na murach kościoła Mariackiego zachowało się wiele epitafiów a przy wejściu do prezbiterium grobowiec Jacka Augustyna Łopackiego.
Granice dawnej nekropolii wokół kościoła są oznaczone obecnie ciemną kostką brukową.

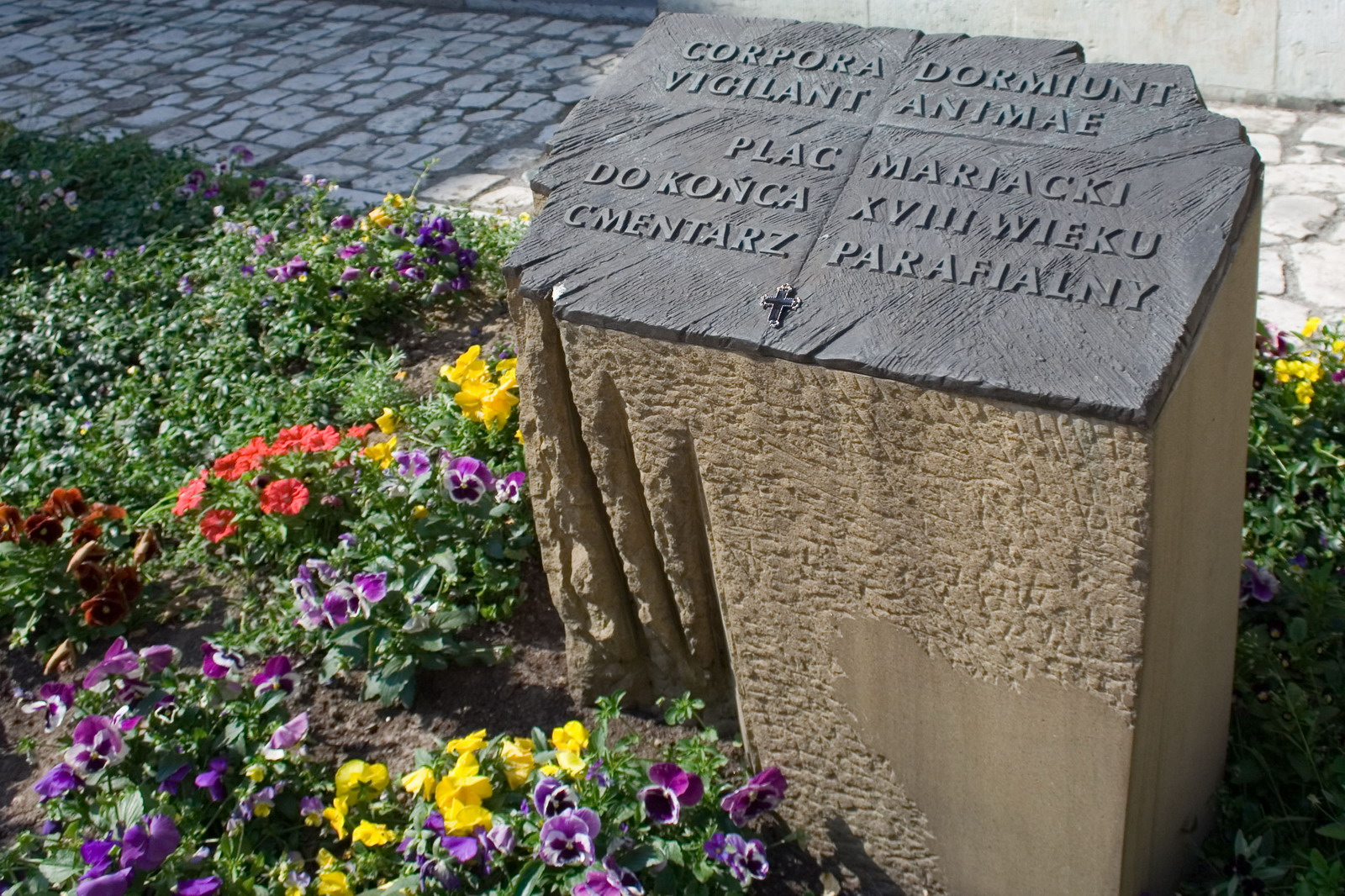
Tablica upamiętniająca Cmentarz.
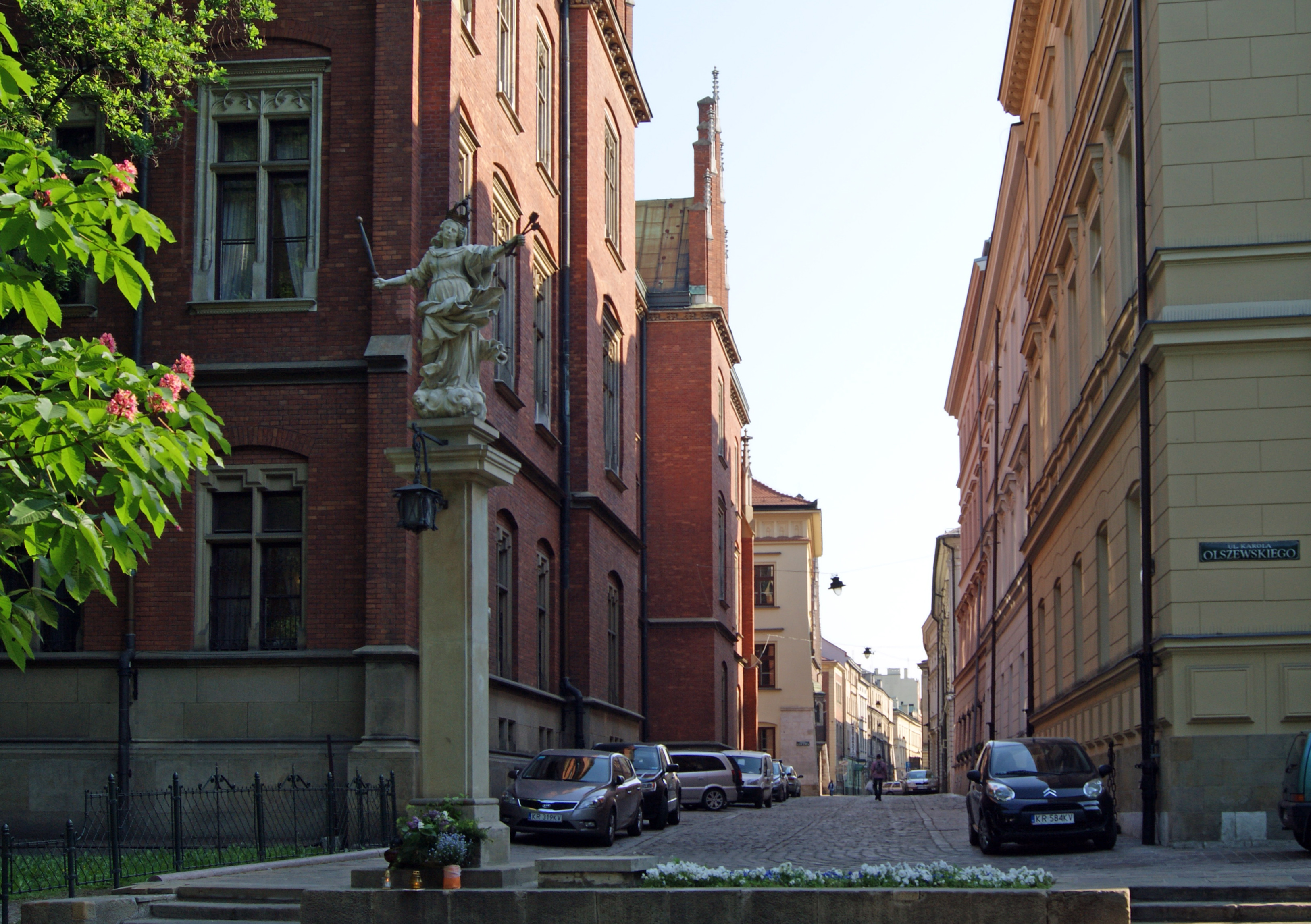
Figura Madonny zdobiąca niegdyś bramę cmentarną (obecnie u wylotu ul. Jagiellońskiej).
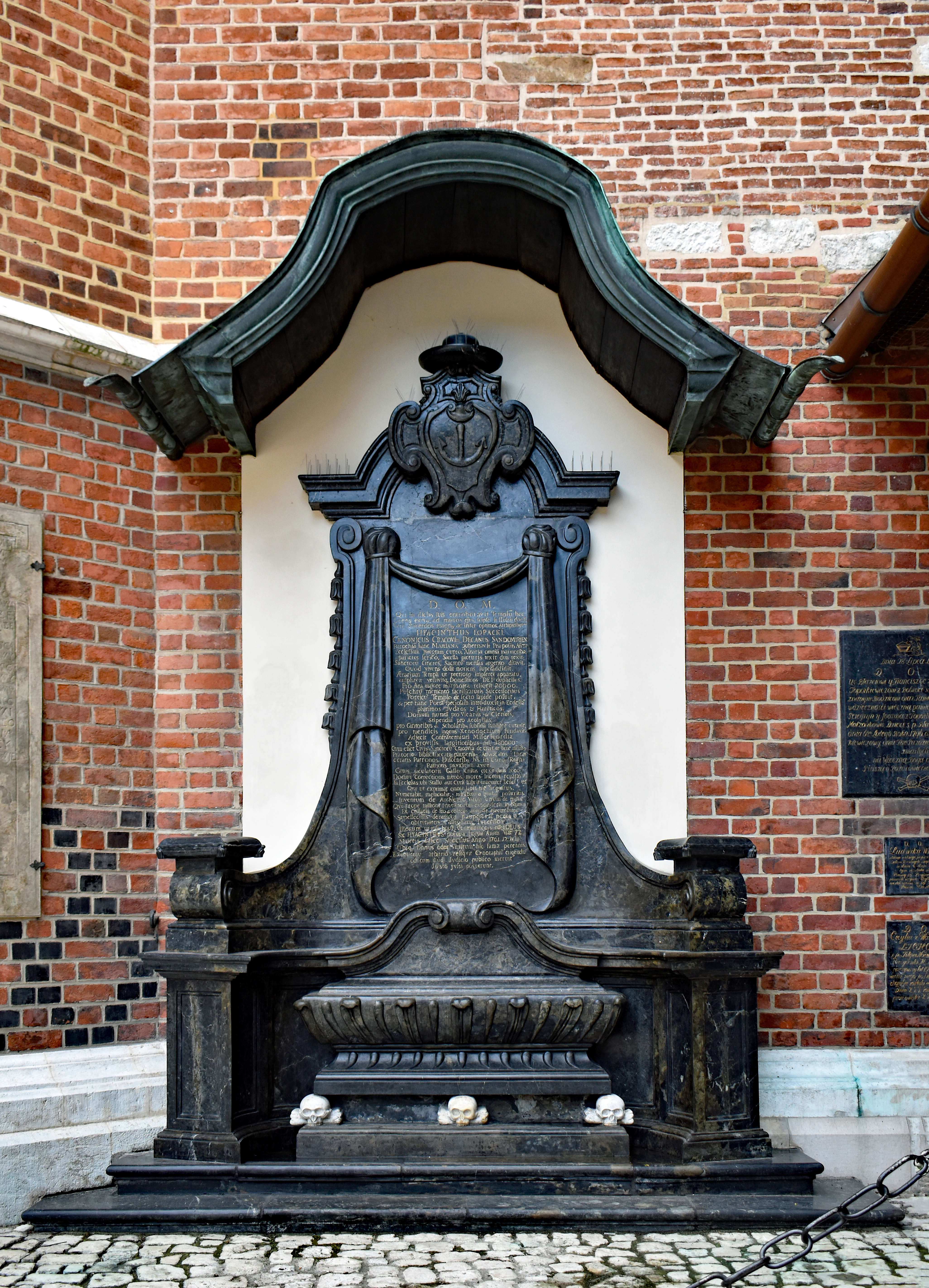
Grobowiec Jacka Augustyna Łopackiego przy wejściu do prezbiterium kościoła Mariackiego.
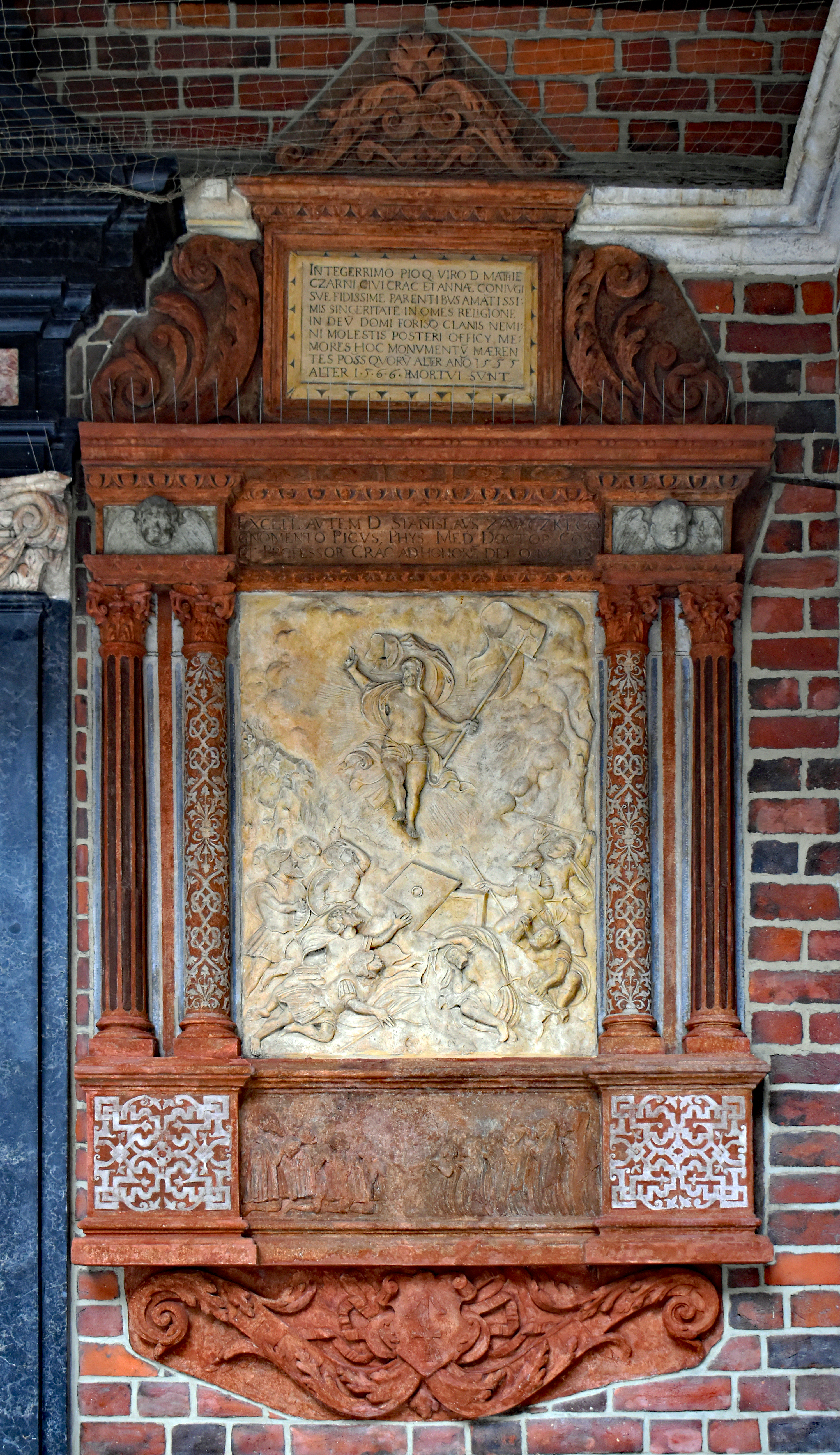
Epitafium teściów Stanisława Zawadzkiego, rektora Akademii Krakowskiej, przy wejściu do prezbiterium kościoła Mariackiego.
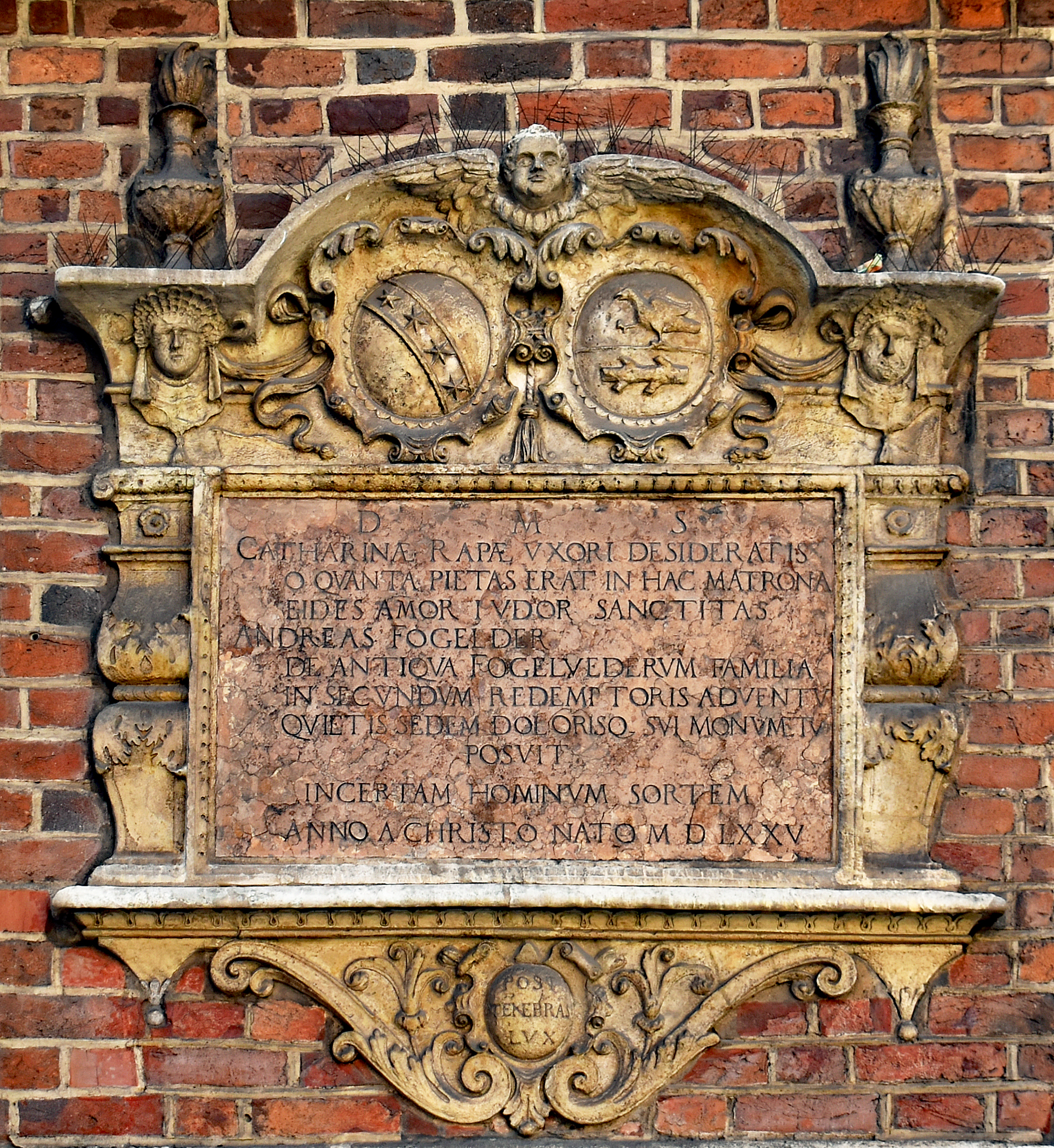
Epitafium Katarzyny Fogelweder z Rapów. Być może warsztat Santiego Gucciego. Północna fasada kościoła.